# Rosl Kirchshofer
Rosa „Rosl“ Kirchshofer (* 2. Dezember 1928 in Wien; † 24. März 2020) war eine österreichische Zoologin. Sie war die erste Zoopädagogin in Kontinentaleuropa.

## Leben
Von 1942 bis 1947 wurde Rosl Kirchshofer in ihrer Geburtsstadt zur Volksschullehrerin ausgebildet, danach arbeitete sie dort bis 1960 an Volks- und Hauptschulen. Nebenbei studierte sie Zoologie und Psychologie. An der Biologischen Station Wilhelminenberg in Wien befasste sie sich mit vergleichender Verhaltensforschung, die damals an der Universität noch nicht gelehrt wurde. Dort war sie von 1949 bis 1954 freie Mitarbeiterin und bereitete auch ihre Dissertation über das Aktionssystem des Maulbrüters Haplochromis desfontaineesi vor, mit der sie 1955 promovierte. Die Arbeiten für diese Dissertation waren die erste Feldstudie an einem Cichliden und die erste derartige Verhaltensuntersuchung. Rosl Kirchshofer nutzte dazu freilebende Fische in Gewässern in Tunesien und Nachzuchten dieser Tiere.
In den Jahren 1958 bis 1960 studierte Rosl Kirchshofer mit einem Stipendium der Alexander-von-Humboldt-Stiftung in Freiburg und führte im Frankfurter Zoo Verhaltensuntersuchungen an der Großen Mara und am Schwarzweißen Guereza durch.
Bernhard Grzimek stellte Rosl Kirchshofer im Jahr 1960 als erste Zoopädagogin für den Zoo Frankfurt ein, woraufhin sie den Schuldienst in Österreich quittierte. Bis 1993 übte sie diesen Beruf in Frankfurt aus und gestaltete die Mitteilungen aus dem Frankfurter Zoo, die in Auflagen von bis zu 8000 Exemplaren herauskamen und an Schulen verschickt wurden. Lehrkräfte schulte sie in Zusammenarbeit mit dem Hessischen Institut für Lehrerfortbildung. Ab 1963 hatte sie auch einen Lehrauftrag am Institut für Biologiedidaktik an der Hochschule für Erziehung bzw. später der Universität Frankfurt. 1970 erhielt sie einen Lehrauftrag für Verhaltensforschung in Heidelberg, 1971 habilitierte sie sich und 1975 erhielt sie die Venia legendi.
Sie gehörte 1972 zu den Gründungsmitgliedern des Internationalen Verbandes der Zoopädagogen, den sie in den ersten vier Jahren seines Bestehens als Präsidentin leitete. Von 1986 bis 1993 führte sie das Europäische Erhaltungszuchtprogramm (EEP) für Gorillas.

## Schriften (Auswahl)
- Haltung und Zucht von Haplochromis desfontainesii. In: Aquarien- und Terrarien-Zeitschrift, 7. Jg., Nr. 4, 1954, S. 83–85
- Freiland- und Gefangenschaftsbeobachtungen an der nordafrikanischen Rennmaus. In: Zeitschrift für Säugetierkunde 23, 1958, S. 33–49
- Einiges zum Verhalten von Leiocassis brashnikowi Berg. In: Aquarien- und Terrarien-Zeitschrift, 12. Jg., Nr. 11, 1959, S. 323–327
- Über das Harnspritzen der Großen Mara (Dolichotis patagonum). In: Z. f. Säugetierkunde 25, 1960, S. 112–127
- Tiere im Haus, Bern 1964
- Der Naturforscher, Wien 1966
- Zoologische Gärten der Welt, Frankfurt 1966
- The World of Zoos, London/New York 1968
- Waldsäugetiere unserer Heimat, Frankfurt 1969
- Von Tieren im Zoo, Innsbruck 1971
- Steppen und ihre Bewohner, Frankfurt 1972
- Der Zoo, eine Einrichtung unserer Stadt, Frankfurt 1974
- Fremdländische Tiere im zoologischen Garten. Die Großtiere Afrikas, Frankfurt 1975
- Wie weit lassen sich Zoobesuche in die Arbeit der Vorklasse der Grundschule mit einbeziehen?, Frankfurt 1977
- Gliedmaßenbau und Fortbewegung von Säugetieren, Frankfurt 1978
- Altertümliche Knochenfische im Exotarium, Frankfurt 1978
- Haltung und Verhalten von Menschenaffen, Frankfurt 1978
- Verhaltensbiologie für Lehrer der Klassenstufen 5-10, Frankfurt 1985